# Narcisse Pelletier
Pour les articles homonymes, voir Pelletier (homonymie).
Narcisse Pelletier né le 1er janvier 1844 à Saint-Gilles-sur-Vie (intégré depuis à la commune de Saint-Gilles-Croix-de-Vie, Vendée) et mort le 28 septembre 1894 à Saint-Nazaire (Loire-Atlantique) est un marin français.
En 1858, alors qu'il a 14 ans et qu'il est mousse, le navire sur lequel il voyage fait naufrage près de l'île Rossel en Nouvelle-Guinée. Après avoir été abandonné par l'équipage sur les côtes de la péninsule du cap York en Australie, il vit parmi une tribu d'Aborigènes, sans contact avec le monde « civilisé », avant d'être redécouvert, dix-sept ans plus tard, par des Anglais. Il est ramené à sa famille en France, où il finit sa vie comme gardien de phare puis employé au port de Saint-Nazaire.
Son extraordinaire destin, rapporté dans la presse de l'époque puis par les historiens locaux, fait l'objet de diverses publications : récits, articles, romans, bandes dessinées et reportages télévisés. Peu connue en France, son histoire est racontée par lui-même peu de temps après son retour, et constitue un témoignage précieux sur la vie quotidienne, les mœurs, la langue et la culture de la tribu dans laquelle il a vécu.

## Biographie

### Famille
Alphonse Narcisse Pierre Pelletier est né le 1er janvier 1844 à Saint-Gilles-sur-Vie. Il est l'aîné des quatre fils de Martin Hélier Pelletier (8 juillet 1810-15 août 1891), maître bottier, et d'Alphonsine Hippolyte Babin (15 janvier 1821-18 juin 1898).
Son père Martin Pelletier, descendant de minotiers et notables de robe (tels que des notaires royaux) né aux Sables d'Olonne, a épousé le 15 février 1843 sa mère Alphonsine Babin, née à Croix-de-Vie, issue d'une ancienne famille vendéenne comptant de nombreux marins.
Narcisse Pelletier a trois frères cadets : Élie (1845-1892), Alphonse (1850-1890), et Benjamin (1859-1905), que Narcisse ne connaîtra qu'adulte.

### Jeune mousse
En 1852, Narcisse Pelletier devient mousse dès l'âge de huit ans sur Le Jeune Narcisse, le bateau de pêche de son grand-père maternel Pierre Étienne Babin (1786-1871), qui est marin et pêcheur à la sardine.
En 1854, enfant turbulent et passionné d'aventures, le jeune Giras est exclu de l'école pour insubordination et insolence.
En 1855, il est mousse sur la chaloupe Le Furet, avec pour second son grand-père maternel Pierre Babin.
En 1856, Narcisse Pelletier s'embarque aux Sables d'Olonne en tant que mousse, sur la bisquine l'Eugénie pendant cinq mois, sous les ordres du capitaine Brémaud. Il débarque à Luçon et quitte la bisquine l'Eugénie. Il rejoint ensuite Bordeaux, où il s'embarque sur la Reine des Mers.
En 1857, il s'embarque pour Trieste et la côte d'Illyrie à bord de la Reine des Mers. Mais, maltraité par le second, il débarque à Marseille, puis embarque sur le Saint Paul, trois-mâts de 620 tonneaux, sous les ordres du capitaine Emmanuel Pinard, pour Bombay en Inde puis Sydney en Australie. Le Saint Paul fait escale à Bombay, où il décharge sa cargaison de vin. En 1858, il fait escale à Hong Kong, puis repart pour Sydney, avec à son bord 317 Chinois venant travailler dans des mines d'or en Australie (nommés alors : coolies).

### Naufrage duSaint Paul

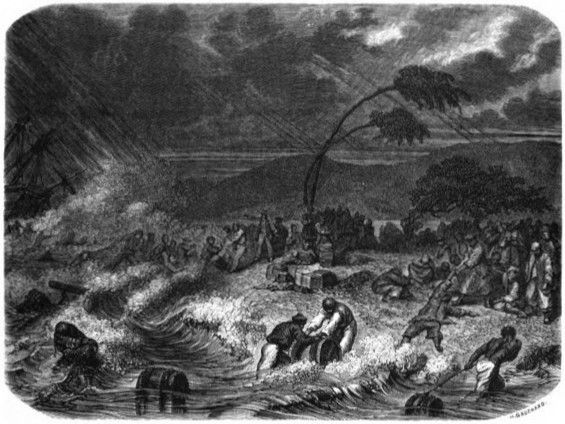
Échouage du Saint-Paul près de l'île Rossel (Dessin d’Hadamard).

Le 11 septembre 1858, en heurtant un récif, le Saint Paul fait naufrage près de l'île Rossel (Yela), dans l'archipel des Louisiades en Nouvelle-Guinée, où l'équipage établit un campement en catastrophe. Mais les marins subissent les attaques répétées des autochtones pendant plusieurs jours et plusieurs nuits. L'équipage finit par s'enfuir et part à la recherche de secours à bord d'une chaloupe à voile de six mètres en pleine mer pendant douze jours, laissant sur l'île les Chinois abandonnés à leur sort, qui seront finalement massacrés par les autochtones.
Endurant maintes épreuves, les marins traversent la mer de Corail en chaloupe pour finalement aborder le littoral sur la côte nord-est de la péninsule du cap York dans le Queensland en Australie, plus précisément dans le voisinage du cap Direction, pendant la saison sèche, après un voyage de près de 1 200 km. L'équipage y cherche en vain eau et nourriture.
Au cours d'une énième expédition pour trouver de l'eau, Narcisse Pelletier est séparé de ses compagnons. Il serait resté seul pour boire à une source à laquelle ses compagnons venaient de boire avant lui, tandis qu'ils auraient continué à chercher eau et nourriture plus loin ; en réalité ils l'auraient abandonné, pour une raison inconnue (sans doute parce qu'il les ralentissait, étant blessé à la tête et aux pieds). La chaloupe repart sans lui, et le jeune marin vendéen de 14 ans se retrouve ainsi abandonné, fin septembre 1858, sur une terre inconnue, s'attendant à mourir de faim et de soif.

### Vie chez les aborigènes
Mais Narcisse Pelletier est découvert par des femmes aborigènes, qui l'amènent dans la tribu Wanthaala, des peuples Uutaalnganu (un des groupes linguistiques des Pama Malngkana ou Sandbeach People, soit « gens des plages sablonneuses »), où il est amené à deux beaux-frères de la tribu, dont l'un, nommé Maademan, l'adoptera ensuite en le rebaptisant Amglo (ou Anco selon un rapport australien).
Narcisse Pelletier, devenu Amglo, va ainsi vivre, pendant dix-sept ans (de l'âge de 14 à 31 ans), la vie d'un jeune homme des Uutaalnganu, vivant de pêche et de chasse avec sa nouvelle famille adoptive (dont son cousin adoptif Sassy, du même âge que lui), adoptant les mœurs, les coutumes, les activités et la culture des aborigènes, apprenant puis parlant couramment leur langue, oubliant son français maternel et sa vie en France, et vivant nu au milieu d'eux avec des scarifications ornementales sur le corps et des piercings au nez et à l'oreille droite.
Une biographie de Narcisse Pelletier (Narcisse Pelletier : dix-sept ans chez les sauvages), écrite après son retour en France par Constant Merland, médecin de l'Hospice de Napoléon-Vendée à La Roche-sur-Yon, en 1876, contient des détails précieux sur l'organisation sociale, la langue, les croyances, le traitement des maladies, les pratiques mortuaires, les décorations corporelles, les danses, les conflits, les punitions, les activités de subsistance et l'artisanat de la tribu Wanthaala dans laquelle il a vécu. Mais le récit contient peu de choses sur les croyances spirituelles, la connaissance sacrée, la sorcellerie et d'autres sujets similaires. Pour la plupart, sinon la totalité, des tribus aborigènes d'Australie, les informations de cette nature ont été gardées secrètes, non seulement pour les étrangers, mais aussi, dans leur propre tribu, pour les personnes non initiées et celles du sexe opposé. Les informations qui sont dévoilées ou enseignées sur de tels sujets sont presque toujours soumises à des obligations solennelles de ne pas les divulguer, et cela, en effet, donne du crédit à l'histoire de Pelletier :
« Il est peu probable qu'un garçon qui a été adopté par un membre du clan, qui a atteint l'âge adulte et qui a été fiancé, ne soit pas assimilé chez les Uutaalnganu en tant qu'homme initié… Donald Thomson a découvert que le domaine de la croyance et des connaissances secrètes ne s'exprimait pas facilement chez les Kuuku Ya'u, un groupe linguistique voisin du peuple Uutaalnganu. Ce serait par définition, mais cela rend la réticence de Pelletier assez explicable… Tout cela suggère son adhésion continue au système de croyances des Uutaalganu. »
Narcisse Pelletier dit avoir été fiancé ou « marié » à une jeune fille beaucoup plus jeune que lui, mais niera avoir eu des enfants. Pourtant, en 2009, Stephanie Anderson affirme, dans son livre Pelletier: The Forgotten Castaway of Cape York, qu'il a eu deux, voire trois enfants,.

### Découverte, capture et retour en France

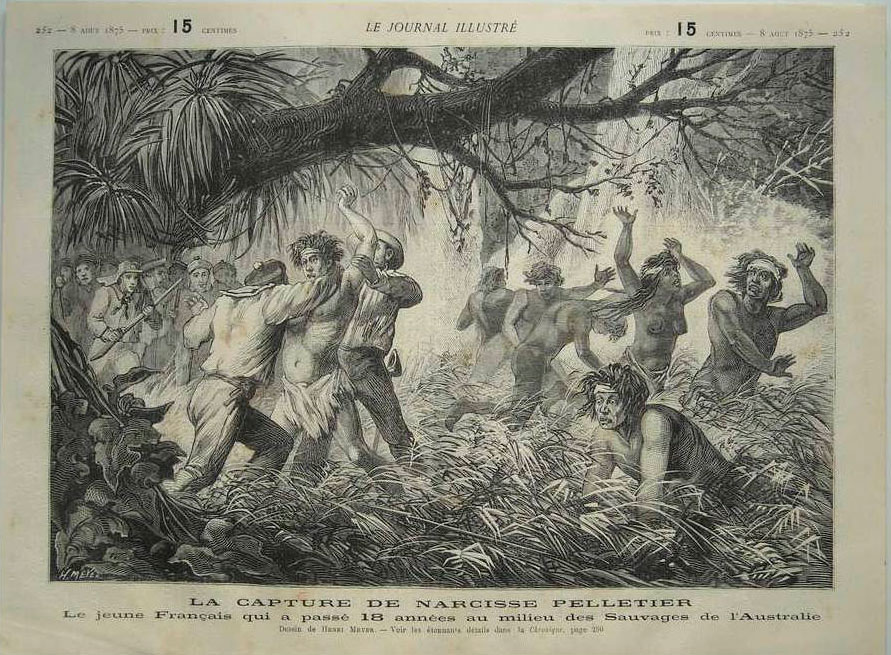
Dessin de Henri Meyer pour le Journal illustré du 8 août 1875. Légende originale : La capture de Narcisse Pelletier. Le jeune Français qui a passé 18 années au milieu des Sauvages de l'Australie.

Dix-sept ans plus tard, le 11 avril 1875, Narcisse Pelletier est découvert par hasard par l'équipage du lougre anglais John Bell, sur l'île de Night Island (en), à 13 milles au nord-ouest du cap Sidmouth. L'équipage le berne pour le kidnapper et l'amener, contre son gré, à bord du navire, où il est habillé et rencontre le capitaine John Frazer, qui décide de l'emmener à Somerset (en), établissement de la colonie de Queensland d'alors, à la pointe extrême du Cap York.
À Somerset, Narcisse Pelletier, qui tente de s'échapper, écrit maladroitement une lettre à ses parents (qui, jusque-là, le considéraient comme mort, et que lui-même croyait morts depuis longtemps, ayant perdu la notion du temps), dans son français qu'il se réapproprie rapidement après dix-sept ans d'oubli. Il est remis au gouverneur Christopher d'Oyly Aplin, le magistrat responsable de l'établissement, ancien géologue, qui arrange le passage de Narcisse à Sydney sur un autre navire, le vapeur SS Brisbane.
Narcisse Pelletier rencontre à bord John Ottley (plus tard sir John Ottley), lieutenant des Royal Engineers, qui devient son protecteur et son guide lors du voyage à bord du Brisbane. Ottley parle français, ayant suivi une partie de sa scolarité en France, et aide Narcisse Pelletier à retrouver sa langue natale, ce qu'il fait avec une rapidité étonnante. John Ottley transcrit ses conversations avec lui dans une lettre de 1923.
Arrivé à Sydney, Narcisse Pelletier est remis au consul de France, Georges-Eugène Simon, diplomate et érudit,, qui le fait photographier pour la première fois et le prend en charge. Narcisse Pelletier rencontre à Sydney des Français et devient l'objet de la curiosité des gens et des journaux (la presse australienne le surnomme « le sauvage blanc »).
Il est ensuite emmené à  Nouméa en Nouvelle-Calédonie. Ayant retrouvé peu à peu son français, il écrit une deuxième lettre à ses parents, à bord d'un navire de guerre.
Il est embarqué à bord du navire transport Jura de la Marine nationale, commandé par le capitaine de frégate Eugène Crespin, et qui fait route pour Toulon en France. À bord, il est examiné par le docteur Augustin Ricard, médecin de première classe. Il fait escale à Rio de Janeiro au Brésil, et écrit une troisième lettre à ses parents.
En décembre 1875, Narcisse Pelletier débarque du Jura à Toulon, où il retrouve son frère Élie, puis il part pour Paris, où il reste une semaine en observation à l'hôpital Beaujon.
Le 2 janvier 1876, le lendemain de son 32e anniversaire, Narcisse Pelletier est de retour à Saint-Gilles-sur-Vie, où il retrouve ses parents et sa famille, et est accueilli triomphalement par la population de la ville criant « Vive Pelletier ! »,. Autour du feu de joie allumé pour lui sur la place, il se met à danser à la manière des Aborigènes, devant la foule étonnée.
Le lendemain, une messe en action de grâces est donnée en son honneur, par le prêtre qui l'avait baptisé 32 ans auparavant. Par la suite, il aurait peut-être subi un exorcisme.

### Vie en France

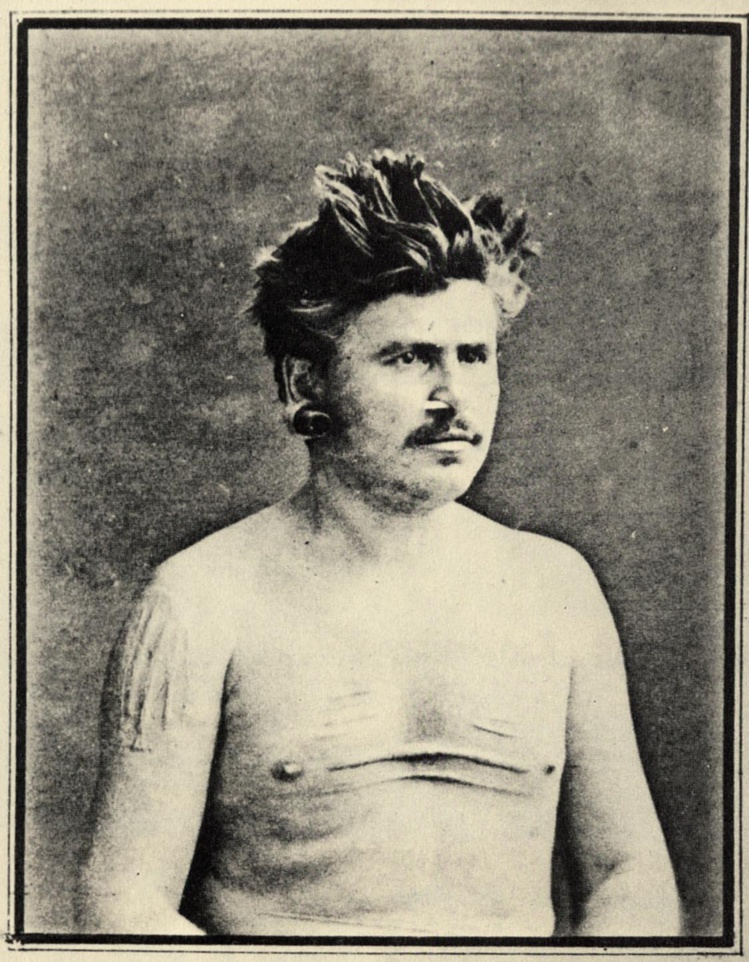
Narcisse Pelletier photographié par Constant Peigné à Nantes en mars 1876,.

Plus tard dans la même année, Constant Merland, docteur et savant nantais, recueille ses dires et le photographie, puis publie son témoignage : Narcisse Pelletier : dix-sept ans chez les sauvages.
Selon la tradition locale, Narcisse Pelletier a des problèmes pour se réadapter à la vie de sa terre natale,,. Selon Constant Merland, « Ce n'était plus un Français, c'était un Australien ».
On propose d'abord à Narcisse Pelletier un emploi dans un spectacle itinérant mais, quand il découvre qu'il doit être présenté comme « l'énorme géant anglo-australien », il refuse fermement. Il devient en août 1876 gardien de phare (au phare de l'Aiguillon, pointe de l'Ève dans l'estuaire de la Loire) à Saint-Nazaire, durant un peu plus d'un an, où le docteur Alcide Benoist le soigne de ses scarifications au ventre, puis gardien des signaux au port de Saint-Nazaire à la fin de l'année 1877, puis, après son mariage, « chef des haleurs, affecté à la manœuvre de la touline (sorte de filin servant à attraper et amener les amarres) », et dans ses dernières années, employé aux bureaux du port.
Le 18 octobre 1880 à Saint-Nazaire, Narcisse Pelletier, 36 ans, épouse Louise Désirée Mabileau, 22 ans, couturière, tailleuse ; ils n'ont pas d'enfant.
Narcisse Pelletier meurt à l'âge de 50 ans le 28 septembre 1894 au 20, Grand-Rue à Saint-Nazaire, où il est enterré deux jours plus tard au cimetière de La Briandais. Son épouse Louise Mabileau se remarie le 1er juin 1905 avec Joseph Marie Tellier (1853-1912), un retraité des douanes. À nouveau veuve, Louise décède le 22 juillet 1930 ; elle et son second époux reposent tous les deux dans la même tombe que Narcisse Pelletier, et avec les parents de Louise.
La tombe, à l'état d'abandon, est sauvée et restaurée en 2021 par l’Association Internationale des Amis de Narcisse Pelletier, sur l'initiative de Loup Odoevsky Maslov, passionné d'histoire et membre du Conseil du patrimoine de Saint-Nazaire, avec l'aide financière conjointe des villes de Saint-Gilles-Croix-de-Vie et de Saint-Nazaire,,,. Lors de la cérémonie annuelle de mémoire du 28 septembre 2021, organisée par L'Antenne Nazairienne des Amis de Narcisse Pelletier, le monument restauré est inauguré par les maires de Saint-Gilles-Croix-de-Vie et de Saint-Nazaire, après bénédiction, et du sable de la dune de La Garenne, à Saint-Gilles-Croix-de-Vie, où jouait Narcisse enfant, est épandu par les participants.

## Postérité
Le récit que Narcisse Pelletier a laissé de ses aventures est un document précieux, non seulement en tant que témoignage des expériences extraordinaires qu'il a vécues, mais en tant que description ethnographique de cette région de la péninsule du cap York juste au moment où l'invasion européenne y commençait, et qui présente « une grande corrélation », selon l'anthropologue Athol Chase, avec ce que les recherches ultérieures nous ont appris sur le mode de vie des Sandbeach People. L'ouvrage comporte plusieurs termes de la langue que Narcisse Pelletier a apprise : des linguistes ont trouvé des correspondances dans les langues des Sandbeach People (Kuuku Ya'u et Umpila (en)) pour la grande majorité de ces mots et ces phrases,.
La découverte et la capture de Narcisse Pelletier par l'équipage du John Bell en 1875 font grand bruit dans les journaux australiens et anglais, y compris le Times britannique, en juillet et août 1875, avant d'être rapportées ensuite dans des journaux français,,,. Cependant, la traduction en anglais de l'ouvrage de Constant Merland ne paraît qu'en 2009. Entretemps, aucune information concernant la vie de Narcisse Pelletier après son retour en France n'est relayée en Australie, même si le récit de son naufrage en Nouvelle-Guinée et de ses expériences dans le Queensland resurgissent de temps en temps dans la presse australienne.
En 1876, Constant Merland rapporte que le lieu de l'abandon de Narcisse Pelletier sur les côtes du Queensland se situe dans l'Endeavour Land, à Cap Flattery, bien au sud de la région où, en réalité, il a résidé. Pourtant les rapports dans les journaux anglais notent les coordonnées géographiques du lieu de la capture de Narcisse Pelletier. Comme l'écrit Athol Chase : « L'information linguistique et ethnographique donnée par Pelletier à Sir John Ottley et plus tard à Merland est suffisante pour que nous soyons tout à fait assurés de la partie nord-est de la péninsule du Cap York où Pelletier a séjourné pendant dix-sept années, et pour reconnaître dans le reportage de Merland le premier compte-rendu historique de la vie aborigène dans cette région ».
Depuis son retour en France, et jusqu'à aujourd'hui, Narcisse Pelletier fait l'objet de récits, d'articles, de romans, de bandes dessinées, d'émissions télévisées, de conférences et d'expositions. Une promenade et un square portent aujourd'hui son nom à Saint-Gilles-Croix-de-Vie ; une Association Internationale des Amis de Narcisse Pelletier y a été fondée en 2016.

## Sources et bibliographie

### Fictions

#### Romans
- Maurice Trogoff, Narcisse ou L'aventure sauvage, Le Faouet, Liv'Éditions, coll. « Létavia Jeunesse », 1998, 158 p. (ISBN 978-2-910781-75-0).
- Joseph Rouillé, La prodigieuse et véritable aventure d'un mousse vendéen, La Mothe-Achard, Offset Cinq, 2002, 126 p. (ISBN 978-2-908752-27-4).
- Maurice Trogoff, Mémoires sauvages, Le Faouet, Liv'Éditions, 2002, 320 p. (ISBN 978-2-84497-031-2).
- François Garde, Ce qu'il advint du sauvage blanc : roman, Paris, Gallimard, 2012, 384 p. (ISBN 978-2-07-013662-9).Histoire romancée. François Garde explore les questions que soulève la vie culturellement divisée de Narcisse Pelletier. Quoique son roman soit basé sur la biographie du marin, l'auteur choisit de métamorphoser certains détails de sa personne et de ses expériences, et invente complètement sa vie dans le nord-est de l'Australie avec un groupe aborigène. Prix Goncourt du premier roman, grand prix Jean-Giono[35] et prix Amerigo-Vespucci[36].

#### Bandes dessinées
- Claude Renard et Octave Joly, « Les plus belles histoires de l'Oncle Paul : Narcisse fait naufrage », Spirou, no 1478,‎ 11 août 1966, p. 38-41.
- Laurent et Octave Joly, « Les plus belles histoires de l'Oncle Paul : Narcisse chez les Papous », Spirou spécial Pâques, no 1565,‎ 11 avril 1968, p. 68-73.
- Chanouga, Narcisse : Tome 1 : Mémoire d'outre-monde, Genève, Paquet, coll. « Cabestan », 2014, 64 p. (ISBN 978-2-88890-636-0).
- Chanouga, Narcisse : Tome 2 : Terra Nullius, Genève, Paquet, coll. « Cabestan », 2015, 64 p. (ISBN 978-2-88890-727-5).
- Chanouga, Narcisse : Tome 3 : Vents contraires, Genève, Paquet, coll. « Cabestan », 2018, 72 p. (ISBN 978-2-88890-807-4).
- Chanouga, Narcisse : l'Intégrale, Genève, Paquet, coll. « Cabestan », 2019, 192 p. (ISBN 978-2-88890-706-0).

#### Musique
- Sylvain Guillaud, Sam Dassonville et Delphine Aigon, Narcisse Pelletier : Mousse, aborigène, guetteur de phare, 2019.
- Graeme Skinner. Narcisse Pelletier et ses transcriptions de chansons Uutaalnganu, à lire sur le site Australharmony de l'Université de Sydney, novembre 2020.

### Documentaires

#### Livres
- Constant Merland, Dix-sept ans chez les sauvages : Aventures de Narcisse Pelletier, Paris, É. Dentu, 1876, 145 p. (lire en ligne).Premier et unique témoignage de Narcisse Pelletier sur son histoire, retranscrit par le docteur Constant Merland l'année du retour de Narcisse Pelletier en France.
- Adam Vulliet, Nouvelles scènes et aventures de voyages : Deux Européens devenus sauvages : Un mousse devenu sauvage, Lausanne, G. Bridel, 1886 (lire en ligne), p. 62-69.
- Jean-Paul Bouchon, Un Mousse oublié : Narcisse Pelletier, Vendéen, Poitiers, Paréiasaure-Théromorphe, 1997, 55 p. (ISBN 978-2-911299-08-7).
- Constant Merland (préf. Philippe Pécot), Chez les sauvages : dix-sept ans de la vie d'un mousse vendéen dans une tribu cannibale (1858-1875), La Roche-sur-Yon, Cosmopole, 2002, 167 p. (ISBN 2-84630-005-4, présentation en ligne)Ce récit est une réédition incomplète et épuisée de l'ouvrage paru sous le titre Dix-sept ans chez les sauvages : Aventures de Narcisse Pelletier par Constant Merland en 1876[6].
- (en) Stephanie Anderson, Pelletier : The Forgotten Castaway of Cape York, Melbourne, Melbourne Books, 2009, 320 p. (ISBN 978-1-877096-67-9).Avec un chapitre d'Athol Chase « Pama Malngkana: the Sandbeach People of Cape York » (p. 91).Traduction en français par Anne Magnan-Park, Narcisse Pelletier: Naufragé Aborigène, Au vent des Iles, 2021, 327 p.  (ISBN 978-2-36734-214-6)
- Thomas Duranteau et Xavier Porteau, Narcisse Pelletier, la vraie histoire du sauvage blanc, Bordeaux, Elytis, 2016, 176 p. (ISBN 978-2-35639-185-8).Réédition complète du livre de Constant Merland de 1876 Dix-sept ans chez les sauvages : Aventures de Narcisse Pelletier[6], mise en relation avec de nombreux documents (lettres inédites de Narcisse Pelletier, extrait de presse française, anglaise ou australienne, photos d'époque ou actuelle, gravures, cartes, …) et des illustrations originales de Thomas Duranteau. Prix du livre Mémoires de la mer 2017.
- (en) Robert Macklin, Castaway : The remarkable true story of the French cabin boy abandoned in nineteenth-century Australia, Londres, Robinson, 2019, 352 p. (ISBN 978-1-4721-4069-2).
- Laurence F. Daigneau : Narcisse Pelletier, sa vie en blanc et noir, Éditions de La Plume Voyageuse, juin 2023, 552 p.  (ISBN 978-2-36851-910-3). Volet de presse écrite internationale depuis la découverte de Narcisse Pelletier en 1875 jusqu'à nos jours.
- Laurence F. Daigneau : Napoléon raconte l'extraordinaire histoire de Narcisse Pelletier, Éditions de La Plume Voyageuse, septembre 2023, 80 p.  (ISBN 978-2-36851-951-6). Conte documenté basé sur le texte de Constant Merland.

#### Articles
- Victor de Rochas, « Naufrage et scènes d'anthropophagie à l'île Rossell dans l'archipel de la Louisiade (Mélanésie) », Le Tour du monde, nouveau journal des voyages, vol. 2e semestre,‎ 1861, p. 81-94 (lire en ligne).
- (en) Arthur Hamilton-Gordon, « Seventeen Years Among the Savages », The Times,‎ 21 juillet 1875, p. 5Premier document sur la découverte de Narcisse Pelletier en Australie.
- Louis Bloch, « Dix-sept ans chez les sauvages », Bulletin français,‎ 23 juillet 1875.
- X. Dachères, « Pierre Pelletier : Le sauvage d'Australie », L'Univers illustré,‎ 7 août 1875.
- « Narcisse Pelletier : le Robinson français », La Presse illustrée, no 584,‎ 7 août 1875.
- Aristide Roger, « La capture de Narcisse Pelletier », Le Journal illustré,‎ 8 août 1875.
- (en) « Narcisse Pelletier the White Savage », The Graphic,‎ 25 décembre 1875.
- « Un ancien sauvage parmi les Français », Le Figaro,‎ 10 juillet 1878, p. 4 (lire en ligne).
- Charles Letourneau, « Sur un Français nommé Narcisse Pelletier, qui oublia sa langue chez les Australiens », Bulletins et mémoires de la société d'anthropologie de Paris, t. 3, no 3e série,‎ juillet-décembre 1880, p. 710-716 (lire en ligne).
- Marcel Baudouin, « L'homme sauvage de Vendée », Bulletins et mémoires de la société d'anthropologie de Paris, vol. 2, no 2,‎ 20 avril 1911, p. 156-158 (lire en ligne).
- Gilbert Dupré et Jean-Jacques Vayssières, « L'extraordinaire aventure du matelot vendéen Narcisse l'anthropophage », Géographia Histoire Magazine, no 114,‎ 1961.
- Loup Odoevsky Maslov, « Narcisse Pelletier à Saint-Nazaire », Histoire & Patrimoine, no 97, mars 2020,  (ISSN 2116-8415), pages 84 à 87.

#### Vidéos: émissions de télévision, reportages, conférences
- « Chemins de Traverse : Narcisse Pelletier », sur Youtube, TV Vendée, 2017 (consulté le 11 avril 2020).
- « La Grande Émission : Narcisse Pelletier, le sauvage blanc », sur Youtube, TV Vendée, 2017 (consulté le 11 avril 2020).
- (en) « Living with the Locals : Narcisse Pelletier », sur Youtube, ABC Indigenous Unit, Speaking Out (consulté le 11 avril 2020).
- « Narcisse Pelletier, le marin vendéen devenu sauvage blanc », sur Youtube, France 3 Pays de la Loire, 2017 (consulté le 11 avril 2020).
- Serge Aillery, « Narcisse Pelletier, naufragé aborigène (bande annonce) », sur Youtube, France 3, 7 octobre 2019 (consulté le 11 avril 2020).
- Serge Aillery, « Narcisse Pelletier, naufragé aborigène (extrait 1) », sur Youtube, France 3, 7 octobre 2019 (consulté le 11 avril 2020).
- Serge Aillery, « Narcisse Pelletier, naufragé aborigène (extrait 2) », sur Youtube, France 3, 7 octobre 2019 (consulté le 11 avril 2020).
- Le Labo des savoirs du Muséum d'histoire naturelle de Nantes, « Autour du parcours de Narcisse Pelletier », sur Youtube, Nantes, Les Mardis Muséum, 14 janvier 2020 (consulté le 11 avril 2020).
- « Thomas Duranteau : Narcisse Pelletier, un mousse vendéen chez les aborigènes. Conférence à l'Université permanente de Nantes, présentation par Philippe Alonzo, sociologue », sur France Culture, France Culture, 6 avril 2020 (consulté le 11 avril 2020).

#### Radio
- Yves Aumont et François Teste, « Une Histoire Particulière, Narcisse Pelletier », documentaire en deux parties : « Épisode 1 : Le mousse de Saint-Gilles » et « Épisode 2 : Le paria des îles », France-Culture, février 2021. (Intervenants : Roland Mornet, Serge Aillery, Chanouga, Xavier Porteau, Thomas Duranteau, Loup Odoevsky Maslov).
- Cécile Laffon, « Narcisse Pelletier, adopté à 14 ans par des Aborigènes »  France Inter, mars 2023 (comédiens : Le docteur Constant Merland : Olivier Martinaud, Narcisse Pelletier : Grégory Quidel, Sir John Ottley : Léonard Bertrand, Le journaliste : François Pérache, et les voix de Dominique Parent, Jean-Luc Luyssen et Fabrice Laigle) (l'équipe : Recherches d'archives : Emmanuelle Fournie, Prise de son : Jean-Benoît Tétu, Antoine Hespel, Mixage : Basile Beaucaire, Réalisation : Cécile Laffon, Coordination : Fanny Bohuon).
- Laurence F. Daigneau, 24 mai 2024, émission "Page blanche" de Michel Philippo, Bretagne 5. .

#### Dossier documentaire
- Noël Casanova, Narcisse : L'histoire de Narcisse Pelletier, un fait divers maritime librement adapté par Chanouga, auteur de bandes dessinées, 2018, 53 p. (lire en ligne).

#### Expositions
- Chanouga et l'Aborigène blanc, Musée national de la Marine à Toulon, du 1er juillet 2017 au 17 avril 2018 (présentation en ligne).
- Narcisse Pelletier : un mousse vendéen perdu en terres océaniennes, Muséum d'histoire naturelle de Nantes, du 25 novembre 2019 au 25 mai 2020 (présentation en ligne).
- Narcisse par Chanouga : l'envers du décor, Espace Charles Atamian à Saint-Gilles-Croix-de-Vie, du 11 janvier au 8 mars 2020 (présentation en ligne).
- Narcisse Pelletier, jeune mousse perdu en Australie, Musée Hèbre à Rochefort (17), du 5 juillet 2024 au 28 juin 2025 (présentation en ligne)